# Lederhose (Thuringe)
Pour les articles homonymes, voir Lederhose.
Lederhose est une commune de Thuringe (Allemagne), située dans l'arrondissement de Greiz. Elle fait partie de la Communauté d'administration de Münchenbernsdorf (Verwaltungsgemeinschaft Münchenbernsdorf).

## Géographie

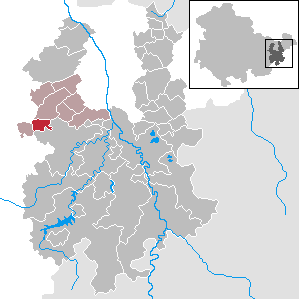
Situation de la commune (en rouge) dans l'arrondissement

Lederhose est située au nord-ouest de l'arrondissement, à la limite avec l'arrondissement de Saale-Holzland. La commune appartient à la communauté d'administration de Münchenbernsdorf et se trouve à 15 km au sud-ouest de Gera et à 31,5 km au nord-ouest de Greiz, le chef-lieu de l'arrondissement.
La commune est composée des villages de Lederhose et Neuensorga (ancienne commune incorporée à Lederhose).
Communes limitrophes (en commençant par le nord et dans le sens des aiguilles d'une montre) : Münchenbernsdorf, Harth-Pöllnitz (villages de Großebrsdorf et Birkhausen), Schwarzbach et Renthendorf.

## Histoire
La première mention de Lederhose date de 1287 mais un village d'origine slave occupait le site auparavant. Le nom de Lederhose est dérivé du nom de famille Ludorad et Ludoraz (lieu habité par Ludorad).
Lors du Congrès de Vienne, Lederhose et Neuensorga font partie des territoires cédés par le roi de Saxe, allié de Napoléon Ier, au Grand-duché de Saxe-Weimar-Eisenach (cercle de Neustadt). Ils en feront partie jusqu'en 1918.
Les deux villages rejoignent le land de Thuringe en 1920 (arrondissement de Gera).
Après la Seconde Guerre mondiale, ils sont intégrés à la zone d'occupation soviétique puis à la République démocratique allemande en 1949 (district de Gera, arrondissement de Greiz).
Depuis 1994, ils font partie du nouvel arrondissement de Greiz dans l'état libre de Thuringe recréé.

## Démographie
Commune de Lederhose dans ses limites actuelles :
| 1910 | 1933 | 1939 | 1995 | 2000 | 2005 | 2010 |
| ---- | ---- | ---- | ---- | ---- | ---- | ---- |
| 320  | 355  | 378  | 312  | 327  | 300  | 276  |

## Communications
Lederhose est traversée par la route régionale L1078 qui rejoint Münchenbernsdorf et Gera et par la L1073 qui se dirige vers Großebersdorf et les nationales B2 Gera-Greiz et B75.
D'autre part, Lederhose dispose depuis 2009 d'une sortie (25B) sur l'autoroute A9 Berlin-Munich.